# Scomunica

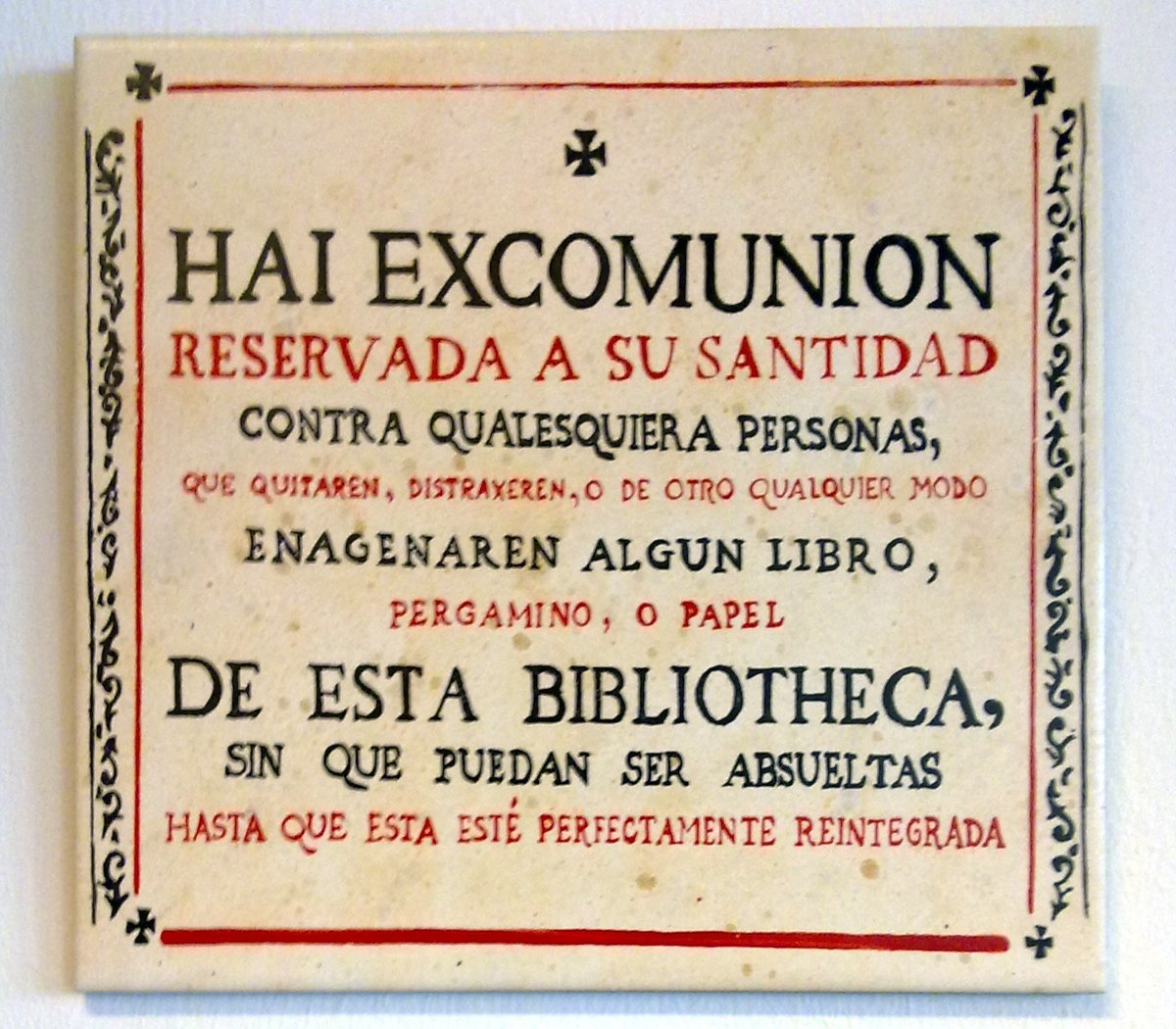
Minaccia di scomunica (excomunion) ai ladri di libri nella biblioteca dell'università di Salamanca, in Spagna

La scomunica è una pena comminata dal codice di diritto canonico e irrogata dalla Chiesa cattolica, prevista anche dalle Chiese evangeliche e ortodosse, che implica l'esclusione di un suo membro dalla comunità dei fedeli a causa di gravi e ostinate infrazioni alla morale e/o alla dottrina riconosciuta. Un istituto simile (lo ḥerem) è conosciuto anche nell'ebraismo.

## Storia
L'origine della scomunica in termini cristiani è normalmente ricondotta al detto di Gesù sul "legare e sciogliere" in Matteo 16,19 (rivolto a Pietro) e Matteo 18,18 (ai discepoli, cfr. Giovanni 20,23).
- "A te darò le chiavi del regno dei cieli: tutto ciò che legherai sulla terra sarà legato nei cieli, e tutto ciò che scioglierai sulla terra sarà sciolto nei cieli" (Matteo 16,19[4]).[5]
- "In verità io vi dico: tutto quello che legherete sulla terra sarà legato in cielo, e tutto quello che scioglierete sulla terra sarà sciolto in cielo" Matteo 18,18[6]).
- "A coloro a cui perdonerete i peccati, saranno perdonati; a coloro a cui non perdonerete, non saranno perdonati" (Giovanni 20,23[7]).

L'apostolo Paolo prevede dei livelli di sanzioni disciplinari verso membri della Chiesa che hanno commesso gravi infrazioni, varianti da privazioni a livello sociale a piena esclusione dalla comunità.
- "Se qualcuno non obbedisce a quanto diciamo in questa lettera, prendete nota di lui e interrompete i rapporti, perché si vergogni" (2 Tessalonicesi 3,14[8] e ss.)
- "Quelli di fuori li giudicherà Dio. Togliete il malvagio di mezzo a voi!" (1 Corinzi 5,13[9]).
- "Se qualcuno mi ha rattristato, non ha rattristato me soltanto, ma, in parte almeno, senza esagerare, tutti voi. Per quel tale però è già sufficiente il castigo che gli è venuto dalla maggior parte di voi, cosicché voi dovreste piuttosto usargli benevolenza e confortarlo, perché egli non soccomba sotto un dolore troppo forte. Vi esorto quindi a far prevalere nei suoi riguardi la carità; e anche per questo vi ho scritto, per mettere alla prova il vostro comportamento, se siete obbedienti in tutto. A chi voi perdonate, perdono anch'io; perché ciò che io ho perdonato, se pure ebbi qualcosa da perdonare, l'ho fatto per voi, davanti a Cristo, per non cadere sotto il potere di Satana, di cui non ignoriamo le intenzioni." (2Co 2,5-11[10]).

La punizione, in questo caso, era responsabilità dell'intera assemblea dei cristiani: "Nel nome del Signore Gesù, essendo insieme riuniti voi e lo spirito mio, con l'autorità del Signore nostro Gesù" (1 Corinzi 5,4) e intesa per il bene sia del trasgressore che della Chiesa (1 Corinzi 5,5-7; cfr. 1 Timoteo 1,19). Con la crescita della Chiesa, sorge gradualmente il problema di chi abbia l'autorità di scomunicare (Cfr. 3G 9).
Nella Chiesa primitiva, la scomunica in quanto tale ("...ho deciso che quel tale sia consegnato a Satana") (1 Corinzi 5,5) implicava un certo isolamento.  Il termine appare per la prima volta in documenti ecclesiastici nel IV secolo. Nel XV secolo si cominciò a fare una distinzione fra gli scomunicati che dovevano essere anche fisicamente allontanati, a causa di gravi errori (i vitandi), e quelli che potevano essere tollerati (i tolerati, che dovevano essere solo rigidamente esclusi dai sacramenti).

## Descrizione
Nell'ambito del diritto canonico cattolico, la scomunica è la più grave delle pene che possa essere comminata a un battezzato: lo esclude dalla comunione dei fedeli e lo priva di tutti i diritti e i benefici derivanti dall'appartenenza alla Chiesa, in particolare quello di amministrare e ricevere i sacramenti.
La scomunica è una delle tre censure ecclesiastiche previste dal diritto canonico: le altre censure sono l'interdetto e la sospensione a divinis (quest'ultima può essere inflitta solo ai chierici). La scomunica può essere inflitta solo a una persona fisica, laica o ecclesiastica, non a enti e confraternite, e cessa con l'assoluzione che può e deve essere data non appena lo scomunicato si pente sinceramente della colpa commessa.
È tuttavia da notare che, per quanto la scomunica sia una pena di enorme gravità, è comminata dalla Chiesa avendo riguardo alla sola salus animae del battezzato. Infatti, lo stato di peccato grave, di per sé già idoneo a dannarlo, se accompagnato a comunione sacrilega, aggraverebbe il suo stato di peccato. Inoltre, chi commette peccato grave, specie quelli per i quali è comminata la pena in discorso, è, di fatto, fuori dalla comunione con Cristo Gesù, ergo, scomunicato. Dunque, non si tratterebbe solamente di un provvedimento giuridico di particolare gravità, ma anche e soprattutto di una forma di tutela dell'anima del peccatore.

## Nelle varie confessioni

### Chiesa Cattolica
Anticamente esistevano vari gradi di scomunica, il "minore" o dei tolerati (tali persone erano comunque ammesse all'interno della comunità) e il "maggiore" per i vitandi (persone "da evitare", quindi escluse dalla comunità).
Oggi le scomuniche si definiscono latæ sententiæ se scaturiscono da un comportamento delittuoso in quanto tale e non è necessario che vengano esplicitamente irrogate da un ente ecclesiastico: chi compie un certo atto si trova a essere scomunicato automaticamente. Si definiscono invece ferendæ sententiæ se non sono automatiche, ma devono essere inflitte da un organismo ecclesiale.
Esistono anche le scomuniche "riservate": infatti in genere una scomunica può essere tolta dal sacerdote durante una normale confessione; se però la scomunica è riservata al vescovo, può essere tolta solo da un vescovo o da un suo delegato; se è riservata alla Santa Sede, può essere tolta solo ricorrendo a essa (attraverso il competente ufficio della Curia romana, cioè la Penitenzieria apostolica). Naturalmente le scomuniche "riservate" sono quelle associate ai delitti più gravi.
Le scomuniche sono disciplinate dal Codice di diritto canonico ai canoni 1331 e 1364-1398.
Le Chiese sui iuris che non sono di rito liturgico occidentale sono soggette invece al Codice dei canoni delle Chiese orientali, promulgato da papa Giovanni Paolo II ed entrato in vigore il 1º ottobre 1991. Le sanzioni penali sono definite nel titolo XXVII e includono la scomunica minore (can. 1431), la sospensione (can. 1432), la deposizione (can. 1433), e la scomunica maggiore (can. 1434).
Viene scomunicato ipso facto e deve ricorrere alla Santa Sede:
1. chiunque profana le specie consacrate (ostie) dell'Eucaristia, oppure le asporta dalla riserva eucaristica (Tabernacolo) o le conserva a scopo sacrilego (can. 1367), può essere anche assolto da un normale sacerdote, su delegazione dell'ordinario del luogo. Non è considerato scomunicato chi per una sola volta aprisse il tabernacolo e non toccasse le specie eucaristiche per pregare. Il fatto è comunque soggetto a confessione.[senza fonte]
2. chiunque usa violenza fisica contro il papa (can. 1370 §1)
3. il sacerdote che in confessione assolve il proprio complice nel peccato contro il sesto dei dieci comandamenti (can. 1378) (non commettere atti impuri). Questa assoluzione, inoltre, è anche invalida (can. 977)
4. il vescovo che consacra un altro vescovo senza mandato pontificio e lo stesso vescovo appena consacrato (can. 1382)
5. il sacerdote che viola direttamente il sigillo sacramentale della confessione, cioè rende pubblica l'identità di un fedele e i suoi peccati (can. 1388)
6. sia colui che avrà attentato il conferimento dell'ordine sacro a una donna, sia la donna che avrà attentato di ricevere il sacro ordine[19], ma se uno o entrambi sono soggetti al Codice dei canoni delle Chiese orientali, la punizione è la scomunica maggiore, la cui remissione resta riservata alla Sede Apostolica (cfr. can. 1423, Codice dei Canoni delle Chiese Orientali)

È scomunicato automaticamente:
1. chi ricorre all'aborto ottenendo l'effetto voluto e chi procura tale aborto (can. 1398); la remissione di questa scomunica è stata riservata al vescovo, il quale può decidere se e quali sacerdoti hanno l'autorizzazione per rimetterla; dal 20 novembre 2016, papa Francesco ha dato la facoltà di assolvere tale peccato a tutti i sacerdoti;[20]
2. chi è responsabile di apostasia, eresia e scisma (can. 1364 §1);
3. chi fa parte di logge massoniche: nel 1983, vengono pubblicati dalla Congregazione per la Dottrina della Fede il nuovo codice di diritto canonico e, il 26 novembre, la Dichiarazione sulla massoneria, l'ultimo documento vaticano in merito, firmato dall'allora prefetto Card. Joseph Ratzinger (futuro papa Benedetto XVI) e approvato da papa Giovanni Paolo II.[21] Il documento ribadisce la condanna e la diffida relativa all'appartenenza, venendo così a costituire interpretatio authentica del canone 1374[22]:

Anche la simonia o altri accordi condizionanti l'elezione del papa nel conclave, come stabilito dalla costituzione apostolica Universi dominici gregis, fanno incorrerere nella scomunica latæ sententiæ.

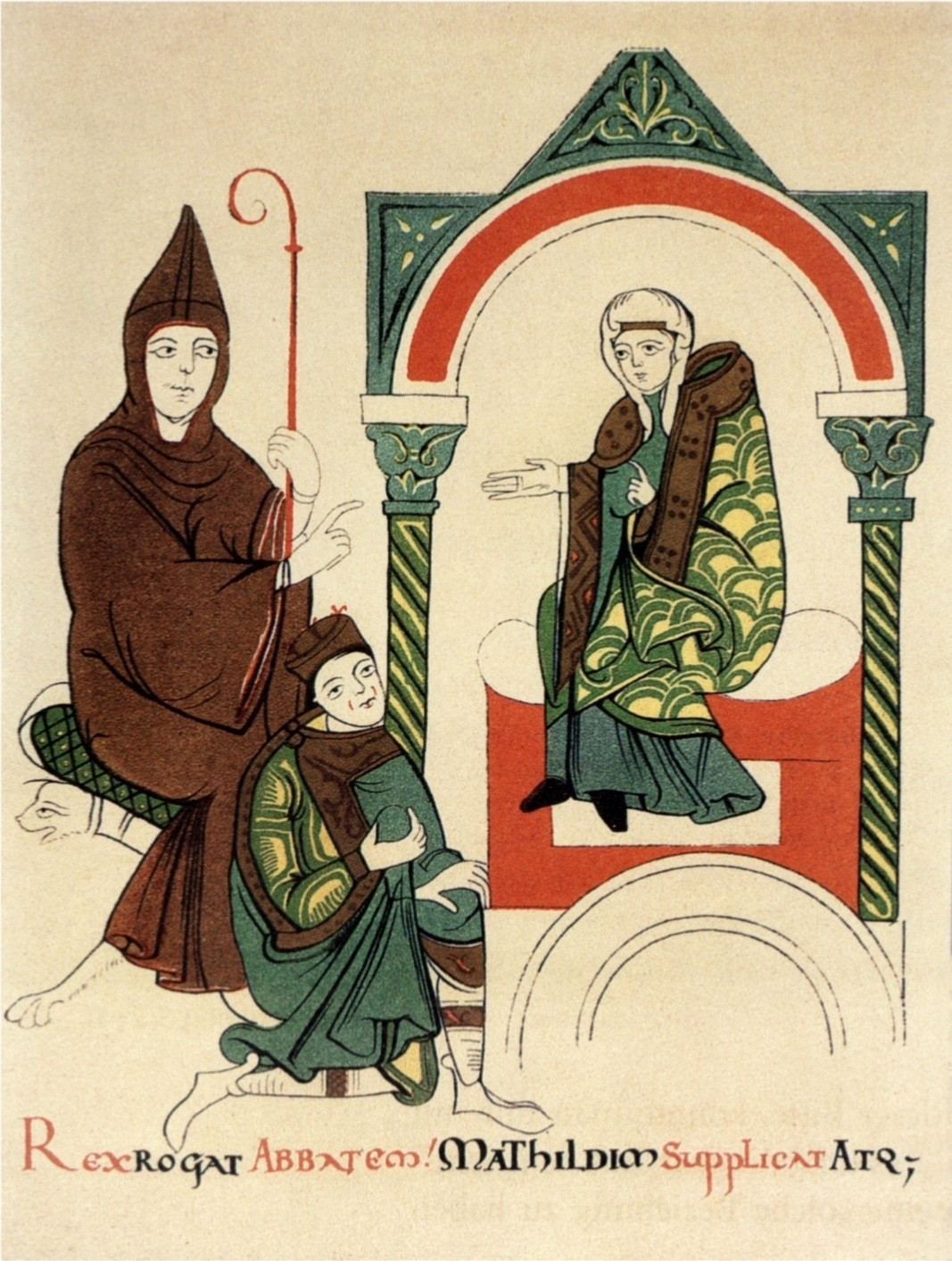
Miniatura medioevale raffigurante lo scomunicato Enrico IV inginocchiato davanti a Matilde implorante la sua intercessione presso il pontefice

Questi effetti civili si vedono per esempio nella scomunica da parte di papa Gregorio VII, nel corso del conflitto che l'oppose all'imperatore Enrico IV, il papa scomunicò l'imperatore Enrico IV, sciogliendo i sudditi cristiani dal giuramento di obbedienza a lui prestato e l'effetto di questa scomunica spinse gli avversari dell'imperatore a insorgere, minacciando di deporlo. Enrico IV dovette, per ottenere la revoca della scomunica inflittagli dal papa, umiliarsi attendendo inginocchiato per tre giorni e tre notti innanzi al portale d'ingresso del castello di Matilde di Canossa, mentre imperversava una bufera di neve.
Secondo la Chiesa la scomunica è una pena medicinale, che invita al ravvedimento, alla conversione e alla riparazione dello scandalo.. Essa comporta l'esclusione dalla comunità dei fedeli e dalla partecipazione ai sacramenti (fra cui il ricevere la santa Eucaristia):
Infatti il fedele, secondo la dottrina cattolica, in stato di peccato mortale si è precluso da solo dalla ricezione della santa Eucaristia, dunque il sacrilegio, involontario o meno, peggiorerebbe comunque il suo stato di cose. Il fedele è quindi esortato a pentirsi e a rivolgersi a un sacerdote per completare la riconciliazione con la Chiesa, accettando l'autorità a essi affidata secondo le parole di Cristo:
La scomunica priva il fedele dell'esercizio dei suoi diritti, ma non dei doveri, fra cui la partecipazione la domenica e le feste di precetto alla messa (senza ricevere la comunione), e il digiuno nei giorni prestabiliti.
La scomunica non esclude dalla ricezione dei sacramentali, per cui il fedele sotto scomunica può, ad esempio, richiedere le esequie religiose (che possono però essere negate).
Il fedele scomunicato che si pente ha diritto alla remissione della scomunica dall'ordinario locale (o, in casi molto particolari citati sopra, dalla Santa Sede).

### Chiese evangeliche
La Riforma protestante chiama la Chiesa a una posizione più biblica al riguardo della Disciplina della chiesa, il che è la preoccupazione maggiore dei riformatori di seconda generazione come Martin Bucer e Giovanni Calvino. Calvino sosteneva che la disciplina, secondo la Parola del Signore, è "il migliore aiuto" della sana dottrina, dell'ordine e dell'unità della chiesa e che bandire i peccatori ostinati a non conformarsi allo standard della fede cristiana e i contumaci, significa esercitare una giurisdizione spirituale che il Signore di fatto ha accordato all'assemblea dei credenti. Per Giovanni Calvino la scomunica ha un triplice scopo: (1) che il nome di Dio non sia insultato da cristiani che conducono una vita vergognosa e viziosa; (2) che il buono... non sia corrotto dalla costante comunicazione con l'empio; (3) "che il peccatore si vergogni e cominci a ravvedersi dalle sue turpitudini". Rammentando l'esempio dell'apostolo Paolo e dei padri della Chiesa, Calvino insiste a che sia l'intera assemblea dei credenti a testimoniare a ogni scomunica.
Nell'ambito delle Chiese evangeliche moderne la scomunica formale è imposta molto raramente. I canoni riveduti attuali della Chiesa anglicana (1969) continuano a prevederla.

### Testimoni di Geova
I Testimoni di Geova hanno una forma di disciplina che ha delle similitudini con la scomunica, conosciuta come "disassociazione". Essi affermano che la disassociazione verso chi commette peccati biblicamente condannati apertamente senza alcun ravvedimento, sia una procedura basata su quanto Paolo di Tarso ordinò ai Corinzi; ritenendo che sia biblicamente riportata come in uso nel I secolo nella chiesa apostolica.
I disassociati sono oggetto di un annuncio alla congregazione in cui si informa la comunità che il soggetto (nome e cognome) non è più un Testimone di Geova. Ciò comporta l'interdizione dei rapporti sociali con i precedenti confratelli, i quali negheranno la convivialità ai pasti (non il semplice saluto), riferendosi alla lettera scritta di San Paolo ai Corinzi: "consegnate tale uomo a Satana per la distruzione della carne, affinché lo spirito sia salvato nel giorno del Signore. Ma ora vi scrivo di cessar di mischiarvi in compagnia di qualcuno chiamato fratello che è fornicatore o avido o idolatra o oltraggiatore o ubriacone o rapace, non mangiando nemmeno con un tal uomo. mentre Dio giudica quelli di fuori?“Rimuovete l'[uomo] malvagio di fra voi. ".
I Testimoni di Geova quindi decidono di evitare forme di svago con i soggetti disassociati, con la distinzione di parentela o legame affettivo. Solo con i familiari conviventi le attività e i rapporti quotidiani tra i membri della famiglia possono continuare ma verranno ad essere cessati i rapporti di carattere spirituale. Nel caso di figli minorenni, i genitori hanno ancora la responsabilità genitoriale nei loro confronti, quindi potrebbero decidere di continuare anche con le attività che definiscono "spirituali"
Questo allontanamento sociale non preclude tuttavia la frequentazione delle adunanze nella Sala del Regno né la via della riammissione futura quale membro della congregazione. È cura degli anziani della congregazione visitare il disassociato per offrirgli disponibilità e assistenza morale nel percorso di rientro nella congregazione.

## Celebri casi di scomunica
- Nel 731 il papa Gregorio II scomunicò gli iconoclasti.
- Nel 1054, quando si consumò lo scisma d'Oriente tra la Chiesa d'Occidente (cattolica) e Chiesa d'Oriente (ortodossa), il Papa (tramite i suoi inviati) e il Patriarca di Costantinopoli si scomunicarono a vicenda. Queste scomuniche vennero annullate soltanto nel 1964 in occasione dell'incontro tra il papa Paolo VI e il patriarca Atenagora I.

Soprattutto nel Medioevo, ma anche in epoca più recente, numerosi regnanti hanno subito la scomunica:
- nel 1076 l'imperatore Enrico IV fu scomunicato dal papa Gregorio VII, che egli a sua volta aveva dichiarato deposto, durante la cosiddetta lotta per le investiture. I principi tedeschi si ribellarono a Enrico, che fu costretto a umiliarsi davanti al Papa a Canossa per ottenere l'annullamento della scomunica.
- L'imperatore Federico II di Svevia fu scomunicato ben tre volte: la prima, da papa Gregorio IX il 23 marzo 1228 perché continuava a rimandare la crociata per la quale aveva preso impegno solenne con la Dieta di Roncaglia all'adempimento della quale, la scomunica venne annullata il 28 agosto 1230; la seconda sempre da papa Gregorio IX nel 1239, la terza da papa Innocenzo IV nel 1245 durante il Concilio di Lione;
- Come seguito dell'occupazione di Ferrara da parte della Repubblica di Venezia, Clemente V emanò il 27 marzo 1309 la bolla "In omnem" con la quale anatemizzava la Serenissima e tutti i veneziani, dichiarandoli schiavi di chiunque li catturasse, testualmente: "Se, nel termine di 30 giorni, i Ferraresi non saranno lasciati liberi, il doge, i suoi consiglieri, tutti i Veneziani e tutti gli abitanti del dominio veneziano siano scomunicati e anche coloro che porteranno a Venezia vettovaglie o mercanzie d'ogni sorta o che compreranno qualcosa dai Veneziani. Il doge e i Veneziani non siano ammessi in giudizio come testimoni né possono far testamento; i loro figli non possono accedere a nessun beneficio ecclesiastico fino alla quarta generazione. I prelati e gli ecclesiastici di ogni grado nel raggio di dieci miglia da Venezia se ne allontanino entro dieci giorni pena la scomunica. Il doge e i consiglieri, i Veneziani tutti, se non obbediranno entro 30 giorni, siano servi di coloro che li cattureranno e i loro possedimenti siano di coloro che gli occuperanno".
- Il 31 marzo 1376 papa Gregorio XI scomunicò Firenze, impegnata nella guerra degli Otto Santi; gravi furono le conseguenze per i mercanti fiorentini, a partire dal loro saccheggio e cacciata da Avignone quello stesso anno. Fu revocata nel 1378.
- Nel 1570, con la bolla “Regnans in Excelsis”, Pio V scomunicò e dichiarò deposta la regina Elisabetta I d'Inghilterra per eresia: "acquistato ed usurpato in proprio favore il posto di supremo capo della Chiesa in Inghilterra, ha nuovamente ridotto lo stesso regno - che era stato ricondotto alla fede cattolica e a buoni frutti - ad una rovina miserabile[32].
- Nel 1711 nel Regno di Sicilia venne inflitta una scomunica a due ufficiali fiscali per un tributo che costoro avevano imposto a dipendenti del vescovo di Lipari; la scomunica, in virtù dell'appello per abuso garantito dall'Apostolica Legazia di Sicilia, venne revocata dal monarca, decisione non accettata da papa Clemente XI e ne seguì la Controversia liparitana.
- Il re d'Italia Vittorio Emanuele II ricevette ben tre scomuniche dal papa Pio IX per la sua politica ostile alla Chiesa, che culminò nell'invasione e annessione dello Stato Pontificio al Regno d'Italia. Tuttavia, quando il re fu in punto di morte, Pio IX inviò un sacerdote a impartirgli l'assoluzione.
- Il decreto del Sant'Uffizio del 1º luglio 1949 (scomunica ai comunisti) dichiarava formalmente scomunicato chiunque, iscritto al partito comunista, abbracciasse il materialismo ateo che costituiva l'ideologia del partito. La scomunica formalmente non è stata mai abolita[33], bensì è stata commutata da papa Giovanni XXIII durante il Concilio Vaticano II in latae sententiae a chi, per esempio, fa richiesta di non essere più considerato membro della Chiesa cattolica (Codex iuris Canonici, can. 1364, § 1).

Scomuniche recenti che hanno avuto risonanza mediatica:
- il vescovo Marcel Lefebvre, fondatore di un gruppo tradizionalista "Fraternità Sacerdotale San Pio X" che rifiuta molte delle innovazioni introdotte dal Concilio Vaticano II, già sospeso a divinis nel 1976, nel 1988 è incorso nella scomunica latae sententiae per avere ordinato quattro vescovi senza mandato pontificio. La scomunica ai vescovi ordinati è stata revocata nel 2009.
- il vescovo Emmanuel Milingo, postosi a capo di un movimento che propugna l'ordinazione di preti sposati e presa moglie lui stesso, nel 2006 è anch'egli incorso nella scomunica per aver ordinato dei vescovi senza permesso[34]; venne dimesso dallo stato clericale il 17 dicembre 2009[35]
- il sacerdote Alessandro Maria Minutella, nel 2018 riceve la notifica[36] della scomunica "latae sententiae" per eresia e scisma dopo essere diventato il capo di un gruppo eterodosso che non riconosce l'elezione di papa Francesco, ma riconosce come pontefice regnante papa Benedetto XVI.[37] Il 18 novembre 2021 il prefetto della Congregazione per la dottrina della fede cardinale Luis Francisco Ladaria Ferrer gli notifica la dimissione dallo stato clericale, resa esecutiva "in poenam" il 13 gennaio 2022 con decreto approvato dal Romano Pontefice e ufficializzato il 26 maggio 2022 con un comunicato pubblico dall'arcidiocesi di Palermo.
- l'arcivescovo Carlo Maria Viganò, il 4 luglio 2024 viene scomunicato latae sententiae dal Dicastero per la Dottrina della Fede, con un processo extragiudiziale ex can. 1720 CIC, a causa delle sue affermazioni pubbliche sul rifiuto di riconoscere e sottomettersi al Sommo Pontefice, della comunione con i membri della Chiesa a lui soggetti e della legittimità e dell'autorità magisteriale del Concilio Vaticano II.[38]